# Ras Dashan
Ras Dashan (ili Ras Dashen, Ras Dejen Geez ራስ ደሸን rās dāshen ili ራስ ደጀን rās dejen, amharski: kaciga) je najviša planina Etiopije. Dio je Semienskog gorja u Nacionalnom parku Semienu, udaljen oko 160 km sjeveroistočno od jezera Tane. Najviši vrh Ras Dashana ima 4550 metara ( 23 vrh po visini) on je jedini vrh u Etiopiji koji se zimi zabijeli od snijega. 
Današnje ime za planinu Ras Dashan je iskrivljeni oblik od amharskog imena Ras Dejen, a to je značilo general koji se bori za cara, jer je planina u davnoj prošlosti, služila etiopskim vojnicima kao orijentir.
Prema Eriku Nilssonu, Ras Dashen je istočni ostatak vrha kratera jednog ogromnog ugaslog vulkana, zapadni ostatak je planina Biuat (4510 m), danas odvojena sutjeskom rijeke Mešaha.

## Visina
Još uvijek se može pronaći na nekim kartama da je Ras Dashan visok 4620 metara, međutim nakon iscrpnih mjerenja provedinih 1960-ih i 1970-ih ustanovljena je stvarna visina od 4533 metara. 

## Prvi uspon
Prvi poznati uspon koji je napravio neki Europljanin zbio se 1841., to je napravio francuski časnik Ferret Galinier. Nema nekih pisanih tragova o nekom ranijem usponu, što ne znači da ga nije bilo od strane mještana. Jer je planina relativno gostoljubiva, čak i na velikoj visini ima pastirskih naselja. Ruševine manje utvrde su još uvijek vidljive na visini od oko 4300 metara, na manje od jednog sata hoda do samog vrha, kod te utvrde vodile su se borbe u 19. stoljeću.

## Vanjske poveznice
- Opis uspona  Arhivirana inačica izvorne stranice od 28. listopada 2009. (Wayback Machine) (engl.)
- Ras Dashan na portalu Peakware  Arhivirana inačica izvorne stranice od 14. svibnja 2011. (Wayback Machine) (engl.)